# 洋紅色
洋紅色（英語：magenta）又稱品紅色、紅紫色，是介於紅色和紫色之間的颜色。
在光譜中品紅色並非單一波長的光，而是由等量的紅光與藍光混合而得。品紅色與黃色、青色構成了減法三原色之一。品紅色的互補色是綠色。洋紅色與紫色的差別在於紅色與藍色兩者混合比例的不同。右面是一个用CSS在浏览器中显示的品紅色。

## 颜色代码
- 網絡編碼 = #FF00FF
- RGB紅綠藍光系統 = （紅255, 綠0, 藍255）
- CMYK四色印刷系統 = （青0，洋紅100, 黃0, 黑0）
- HSV系統 = （原色300°, 飽和度100, 亮度100）